# Leonora Christina Ulfeldt
Leonora Christina Ulfeld (nascida condessa Leonor Cristina de Eslésvico-Holsácia; Hillerød, 8 de julho de 1621 - Maribo, 16 de março de 1698) foi uma filha do rei Cristiano IV da Dinamarca e esposa do conde Corfitz Ulfeldt. Conhecida na Dinamarca desde o século XIX pela publicação póstuma da sua auto-biografia, Jammersmind, escrita em segredo durante duas décadas de prisão solitária numa masmorra real, a sua versão íntima dos acontecimentos mais importantes da História da Europa aos quais assistiu, juntamente com a contemplação das dificuldades que passou como prisioneira política, ainda atraem muito interesse, respeito dos intelectuais e tornou-se quase uma lenda da literatura e arte dinamarquesas.

## Nascimento e Família
Acredita-se que o rei Cristiano IV terá tido quinze filhos com a sua segunda esposa, Cristina Munk, pelo menos três dos quais nascidos antes do casamento em 1615 e oito que chegaram à idade adulta. Os Munk eram proprietários de terras nobres e a mãe de Cristina, Ellen Marsvin, conseguiu fazer com que o rei assinasse um documento onde prometia casar-se com a sua filha antes de comprometer a sua honra. O casamento foi morganático e Leonora nunca recebeu o título de princesa, mas sim o de condessa de Eslésvico-Holsácia que foi entregue à sua mãe em 1629. Este título distinguia-se do de duque de Eslésvico-Holsácia que pertencia a parentes dinásticos do rei que eram os verdadeiros senhores das províncias de Eslésvico e Holsácia.
Apesar de tudo, Leonora cresceu com os seus pais no palácio real de Copenhaga, que ficava do lado oposto à torre onde ela acabaria por ser presa, e dava-se bem com os seus meios-irmãos mais velhos, incluindo o futuro rei Frederico III, filhos da falecida marquesa Ana Catarina de Brandemburgo. Anos mais tarde, o pai de Leonora acabaria por acusar a sua mãe de adultério e divorciou-se dela em 1630, numa altura em que o rei tinha já uma amante, Vibeke Kruse, uma dama-de-companhia da sua mãe. Apesar da sua nova amante lhe ter dado mais filhos que se tornariam rivais políticos dos seus irmãos, Leonora nunca deixou de ser uma das filhas preferidas do seu pai.

## Casamento

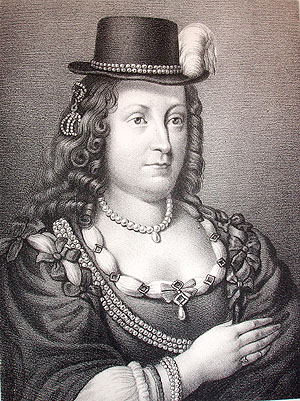
Leonora Christina

O casamento de Leonora fez parte de um plano de Cristiano IV para consolidar o poder da sua dinastia. Desde 1448 que os Oldemburgo tinham sido a dinastia governante da Dinamarca, passando o poder de pai para filho. Mas apesar de serem monarcas hereditários, até 1660, cada rei apenas chegava a essa posição depois de ser eleito pelo Rigsråd. Quando um rei morria, era esse conselho que se organizava e, de cada vez que havia um novo rei, retiravam-lhe poderes e apenas asseguravam a sua nomeação depois de receber direitos e privilégios. Por tradição, o rei não podia permitir que membros da sua família se casassem com os seus súbditos para garantir a imparcialidade e dignidade da nobreza, ficando as princesas forçadas a casar com estrangeiros. Mas o estatuto morganático que Leonora e as suas irmãs tinham fez com que se tornassem úteis como ferramentas de política interna, por isso Cristiano fez os possíveis para garantir a lealdade de nobres poderosos e promissores oferecendo-lhes as suas filhas semi-reais em casamento juntamente com dotes avultados. Foram arranjados seis casamentos desta forma. Assim, em 1636, Leonora de quinze anos casou-se com o conde Corfitz Ulfeldt de trinta oito, filho do falecido chanceler Jacob Ulfeldt. O noivado já tinha sido garantido quando a condessa tinha apenas nove anos de idade. Apesar de o casamento não ter conseguido garantir a lealdade de Corfitz à coroa, a jovem condessa permaneceu sempre fiel ao seu marido, mesmo depois da sua morte, acompanhando-o em todas as suas aventuras e recusando-se a acusá-lo mesmo depois da sua morte para garantir a sua liberdade.

## Viagens e Aventuras

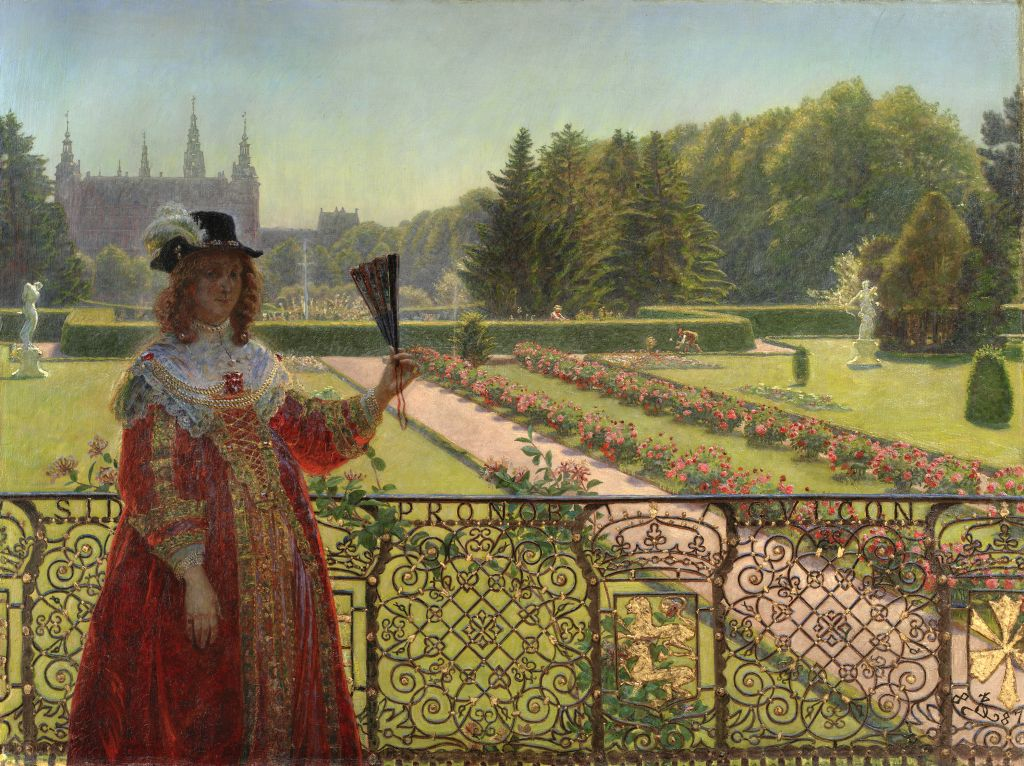
Leonora Christina

Leonora partilhou dos sucessos conhecidos e iniciais do marido, tanto no seu país natal como no estrangeiros. Corfitz era senhor de Egeskov, Hirschholm Urup, Gradlitz e Hermanitz. Em 1641, o sacro-imperador Fernando III fez dele conde. Durante grande parte da década de 1640, o poder e estatuto do seu marido cresceram e ela tornou-se, em muitos aspectos, a primeira-dama da corte dinamarquesa que não tinha rainha. O seu casamento parece ter sido feliz, pelo menos quando comparado com os casamentos das suas irmãs.
Quando o seu meio-irmão Frederico III subiu ao trono em 1648, a posição do casal foi ameaçada pelo ressentimento que o seu marido tinha pelo domínio do rei e, principalmente, pela esposa dele, a duquesa Sofia Amália de Brunsvique-Luneburgo, se tornou a inimiga constante de Leonora. Esta rivalidade pode ter sido causada tanto pelo facto de Leonora não estar disposta a desistir da sua posição como senhora principal da corte, e também a alguns comentários maliciosos que fez sobre a rainha.
Quando Corfitz caiu em desgraça em 1651, Leonora seguiu-o para Amesterdão e Estocolmo. Os dois passaram a ser fugitivos, viajando de um lado para o outro para despistar os seus inimigos. Leonora chegou mesmo a passar semanas disfarçada de homem, tendo escapado a uma tentativa de prisão por parte de guardas dinamarqueses apontando-lhes uma arma e, noutra ocasião, conseguiu escapar aos avanços de um taverneiro apaixonado com mais dificuldade. Foi ela que insistiu em partilhar o exílio e as viagens do marido ao mesmo tempo que ele se envolvia em intrigas com os seus inimigos dinamarqueses durante alguns anos, na esperança de que um dia regressaria à Dinamarca para recuperar o seu antigo poder. Apesar de se ter tornado conde de Solvitsborg na Suécia por ter prestado serviços contra a Dinamarca, o título não o impediu de ser preso em 1659 quando se descobriu que se tinha envolvido em actividades contra o reino da Dinamarca. A sua esposa defendeu-o publicamente. Os dois fugiram separadamente para Copenhaga onde o marido foi preso com grande cerimonial e Leonora partilhou a sua sentença no Castelo Hammershus na ilha de Bornholm entre 1660 e 1661, até que os dois se conseguiram libertar vendendo grande parte da sua propriedade.
Quando Corfitz voltou a ser procurado por traição, Leonora viajou até à Inglaterra para recuperar dinheiro que o seu marido tinha emprestado ao rei Carlos II quando ele estava exilado. O rei pagou a sua dívida, mas quando a condessa, sua prima, embarcou o navio para regressar à Dinamarca, mandou-a prender. Leonora regressou ao seu país natal em 1663.

## Prisão

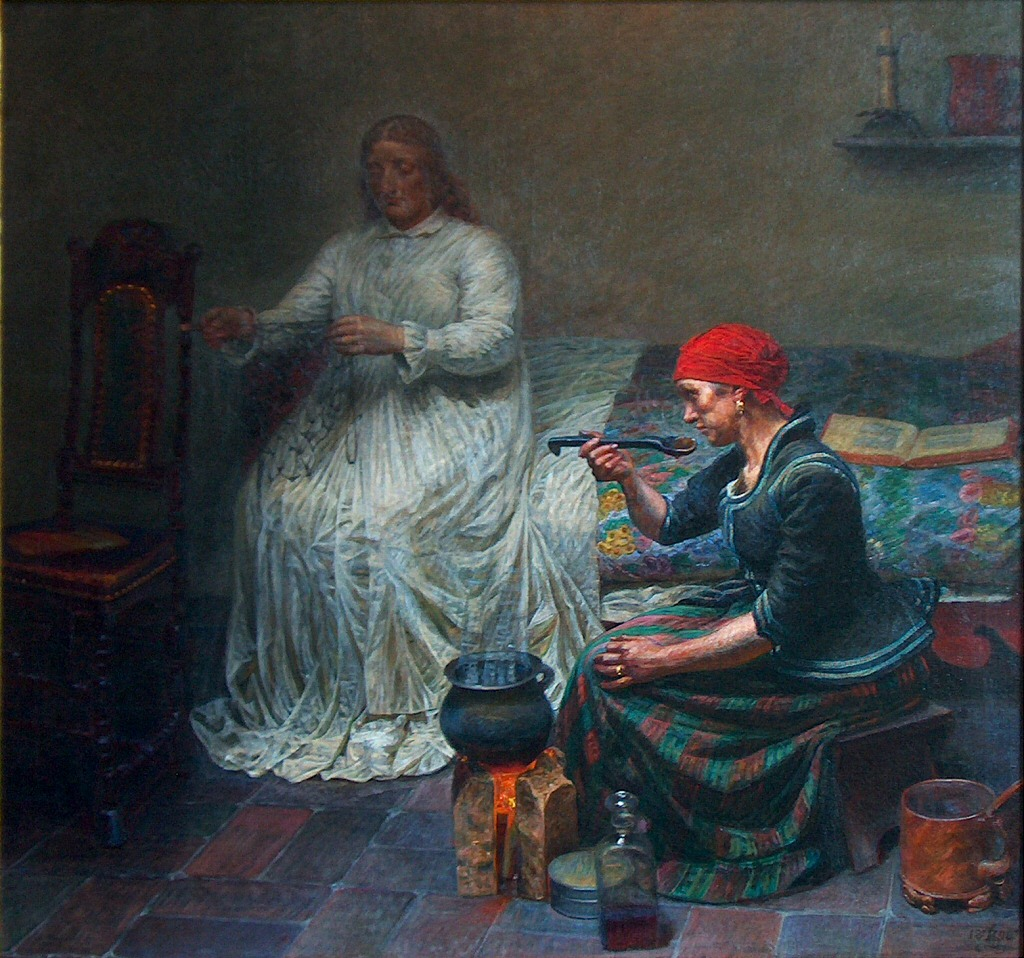
Lenora Christina na prisão

Leonora foi levada para uma cela temporária e interrogada três vezes por oficiais da corte, mas recusou-se a testemunhar contra o seu marido ou assinar um documento que lhe garantia a liberdade se ela entregasse as terras da família, tendo apenas cedido a esta condição depois de lhe ser prometido que Corfitz seria libertado. Contudo, Leonora foi enganada, o seu marido foi condenado e foi publicada a ordem para a sua execução e exílio dos filhos. Mais uma vez, Corfitz conseguiu escapar e juntou-se aos seus filhos no estrangeiro. Leonora não soube imediatamente o que tinha acontecido e viu outras pessoas a serem queimadas pensando que o marido estava entre elas. Apesar de tudo, nunca mais voltou a ver o marido e não existem provas de que ele a tenha tentado libertar ou voltar a encontrar-se com ela antes de morrer.
Nos vinte e dois anos que se seguiram, Leonora ficou sob custódia do estado dinamarquês, presa sem qualquer acusação formal ou julgamento na famosa Torre Azul do Castelo de Copenhaga. Vivia em condições modestas e humilhantes para a filha de um rei e, durante os primeiros quatro anos, teve poucos confortos. Durante os anos em que ficou presa, mostrou ser estoica a ingénua. Nas suas memórias escreveu que a cela era pequena, suja, fedorenta e cheia de ratos que eram tão numerosos e esfomeados que chegavam a comer as velas antes de elas arderem. Aprendeu a transformar tudo em papel de escrever, incluindo os papéis onde vinha embrulhado o açúcar, e a fazer tinta colocando uma colher junto a uma vela.
Os poucos contactos que tinha também eram humilhantes quando não eram perigosos. O guarda da torre costumava visitá-la à noite quando estava bêbado e a condessa apenas foi salva dos seus avanços uma ocasião por ele ter caído ao chão devido ao seu estado de embriaguez. Eram enviadas criadas para limpar a sua cela que depois ficavam a observá-la numa sala adjacente, revelando tudo o que ela dizia e fazia à rainha. Mas as mulheres que trabalhavam em prisões eram duras e insolentes. Leonora apenas se conseguiu salvar das ameaças de uma criada quando também ela ameaçou matá-la com as suas próprias mãos.

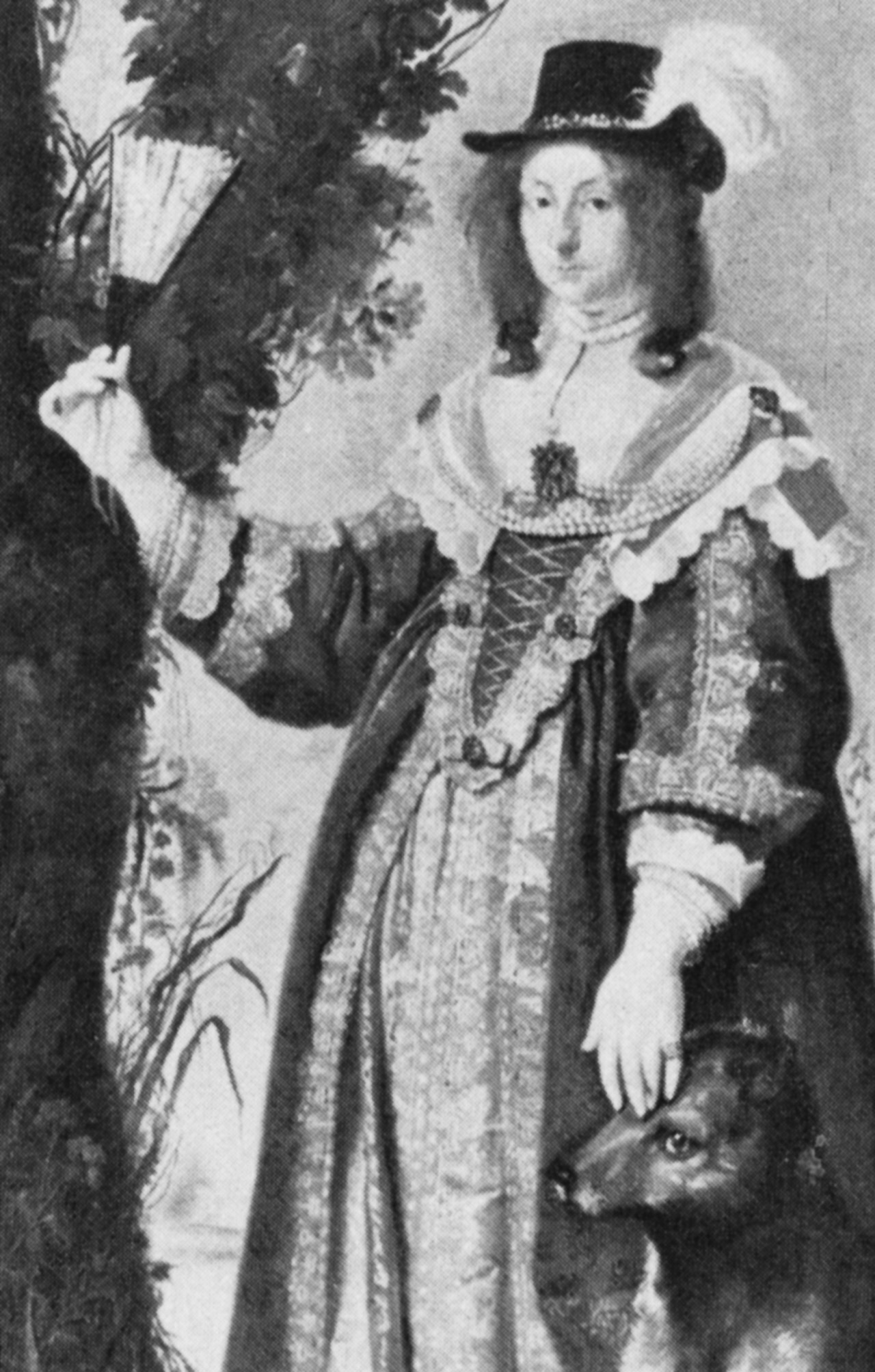
Leonora Christina

Leonora só começou a receber um tratamento mais brando e mais confortos após a morte de Frederico III no início de 1670. O novo rei, Cristiano V, mandou os seus ministros convencer a mãe a libertar a prisioneira, mas, se o testemunho de Leonora for fiável, a rainha-viúva recusou ceder.
Quando um grupo de senhoras da alta sociedade a visitaram para se divertirem uma noite, Leonora reconheceu imediatamente a senhora Augusta de Glucksburgo (provavelmente a filha de trinta e seis anos do duque Filipe de Eslésvico-Holsácia-Glucksburgo, que se tinha casado em Junho de 1651 com o duque Ernesto Guntério de Eslésvico-Holsácia-Sonderburgo-Augustemburgo). Quanto às outras, pensou tratar-se da esposa do seu sobrinho, o rei, a condessa Carlota Amália de Hesse-Cassel, e a irmã dele, a princesa Ana Sofia da Dinamarca. Todas começaram a chorar quando viram as condições em que se encontrava, com a excepção de Augusta, que Leonora desconfiava ter sido responsável por relatar a visita à rainha-viúva. A mãe da rainha, a condessa Edviges Sofia de Hesse-Cassel, também a visitou clandestinamente quando viajava pelo estrangeiro e fez um acordo com o rei segundo o qual, se o seu primeiro filho fosse varão, então ele libertaria Leonora. Mas quando a mãe do rei chegou ao baptizado do neto, ameaçou deixar imediatamente a corte se o seu filho não renegasse a promessa. Mãe e filho zangaram-se por causa do assunto, mas os portões da torre azul permaneceram fechados.
Eventualmente o rei acabou por transferir Leonora para aposentos mais espaçosos na torre que tinham o privilégio de ter um fogão para a proteger dos invernos rigorosos de Copenhaga e deu ordens para que a sua janela fosse aberta. A rainha emprestou-lhe os seus bichos-da-seda, que Leonora acabaria por devolver dentro de uma caixa bordada a seda com as palavras "Que os laços de Leonora sejam libertados". Leonora tinha agora direito a papel e tinta e recebeu duzentos dólares do seu sobrinho que gastou maioritariamente em livros estrangeiros. Foi nesta altura que começou a escrever com mais intensidade na esperança de que um dia os seus filhos lessem o seu trabalho.
A rainha-viúva Sofia Amália morreu em Fevereiro de 1685. Na manhã de 19 de maio de 1685, Leonora foi informada de que o chanceler Frederick von Ahlfeldt (que a tinha levado contra a sua vontade para a torre) tinha publicado uma ordem real para a sua libertação. Leonora recusou a oferta de um guarda para deixar a sua cela aberta até às dez da noite desse dia e um encontro com a rainha e foi recebida fora da prisão pela sua sobrinha, filha da sua falecida Isabel Augusta Lindenov. A condessa deixou a Torre Azul para sempre com um véu negro sobre a cabeça para que a multidão de curiosos que enchia o pátio não pudesse ver-lhe o rosto. A rainha e as suas damas-de-companhia acompanharam a cena da varanda do palácio. Para aquelas pessoas, Leonora era já uma lenda, uma aventureira real que tinha sido privilegiada e depois capturada pelos reis de Inglaterra, da Suécia e da Dinamarca. A condessa tinha sessenta e três anos de idade e tinha passado vinte e dois anos, nove meses e onze dias na torre. Viveu os seus últimos anos de vida calmamente no Mosteiro de Maribo, onde ocupou o seu tempo a rever os cadernos que tinha escrito na prisão.